# The Tender Land
The Tender Land (título original en inglés; en español, La tierra tierna) es una ópera con música de Aaron Copland y libreto en inglés de Horace Everett, un seudónimo de Erik Johns. La ópera se estrenó el 1 de abril de 1954 en la New York City Opera, con Thomas Schippers como director, Jerome Robbins como director, y un reparto que inclkuyó a un joven Norman Treigle.
La ópera habla de una familia granjera en el Midwest de los Estados Unidos. Copland se vio inspirado para escribir esta ópera después de ver fotografías de la época de la Depresión de Walker Evans y leer Let Us Now Praise Famous Men de James Agee.
Es una ópera poco representada en la actualidad; en las estadísticas de Operabase aparece con sólo 5 representaciones en el período 2005-2010, siendo la primera y única de Aaron Copland.

## Personajes
| Personaje                                           | Tesitura     | Reparto del estreno, 1 de abril de 1954 (Director: –) |
| --------------------------------------------------- | ------------ | ----------------------------------------------------- |
| Laurie Moss, muchacha que se gradúa en el instituto | soprano      | Rosemary Carlos                                       |
| Martin, trabajador itinerante                       | tenor        | Jon Crain                                             |
| Grandpa Moss                                        | bajo         | Norman Treigle                                        |
| Ma Moss                                             | contralto    | Jean Handzlik                                         |
| Beth Moss, hermana de Laurie                        | soprano      | Adele Newton                                          |
| Top, trabajador itinerante                          | barítono     | Andrew Gainey                                         |
| Mr. Splinters, cartero                              | tenor        | Michael Pollock                                       |
| Mrs. Splinters                                      | mezzosoprano | Mary Kreste                                           |
| Mr. Jenks                                           | barítono     | Thomas Powell                                         |
| Mrs. Jenks                                          | soprano      | Teresa Gannon                                         |